# Diconne
Diconne – miejscowość i gmina we Francji, w regionie Burgundia-Franche-Comté, w departamencie Saona i Loara.
Według danych na rok 1990 gminę zamieszkiwały 292 osoby, a gęstość zaludnienia wynosiła 18 osób/km² (wśród 2044 gmin Burgundii Diconne plasuje się na 621. miejscu pod względem liczby ludności, natomiast pod względem powierzchni na miejscu 585.).